# Jari Sillanpää
Jari Sillanpää (Ludvika, 16 agosto 1965) è un cantante finlandese.
Vincitore dell'edizione del 1995 del festival canoro Seinäjoen Tangomarkkinat, si dedica al genere schlager.
Nel 2004 ha rappresentato la Finlandia all'Eurovision Song Contest con la canzone Takes 2 To Tango.

## Discografia
- 1996 - Jari Sillanpää
- 1996 - Hyvää Joulua
- 1997 - Auringonnousu
- 1998 - Varastetut helmet
- 1999 - Onnenetsijä
- 2000 - Maa on niin kaunis
- 2001 - Hän kertoo sen sävelin
- 2003 - Määränpää tuntematon
- 2008 - Albumi
- 2008 - Al ritmo latino
- 2009 - Kuin elokuvissa
- 2011 - Millainen laulu jää
- 2014 - Rakkaudella merkitty mies